# E2 (VHC)

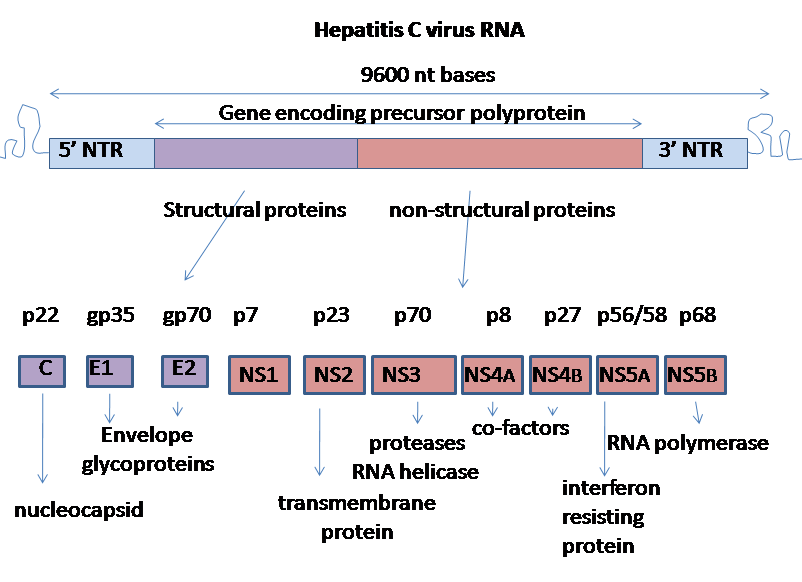
HCV genoma

E2 (virus hepatitis C) es una proteína estructural viral en la hepatitis C, entre otros virus, incluyendo el VPH.